# Andrew Gordon
Andrew Gordon (15 de junio de 1712-22 de agosto de 1751) fue un monje benedictino, físico e inventor escocés. Creador del primer motor eléctrico en 1740.

## Vida
Andrew Gordon nació en Cofforach, Forfarshire. Era hijo de una antigua familia aristocrática escocesa y fue bautizado con el nombre de George. A los 12 años viajó a Ratisbona, Baviera , para estudiar en el Monasterio Benedictino Escocés. Allí, completó un curso de estudios de educación general de 5 años. Viajó a educarse a Austria, Francia e Italia, y en particular a Roma. Regresó a Ratisbona en 1732 y se inscribió como novicio, comenzando el estudio de filosofía escolástica. Ese mismo año, Gordon ingresó al sacerdocio, luego completó sus estudios en la Universidad Benedictina de Salzburgo donde estudió derecho y teología. En 1737 completó sus estudios de filosofía y teología con “excelencia” y aprobó el examen legal con honores. Posteriormente, se convirtió en profesor de filosofía en la Universidad de Erfurt .
Gordon pronto adquirió una reputación considerable por sus trabajos sobre electricidad, entre los que se encontraban Phaenomena electricitatis exposita (1744), Philosophia utilis et jucunda (1745) y Physicae experimentalis elementa (1751-1752).
Para la bola de azufre de Otto von Guericke (1671) y el globo de vidrio de Isaac Newton, Gordon sustituyó un cilindro de vidrio que hizo una máquina de fricción eficiente. Otros dos inventos en física son dignos de mención: el primero es la estrella metálica ligera sostenida sobre un pivote afilado con los extremos puntiagudos doblados en ángulo recto con los rayos y comúnmente llamado remolino eléctrico , el segundo es el dispositivo conocido como campanillas eléctricas. Estas invenciones solían describirse en los libros de texto de electricidad; el nombre de Gordon no siempre se menciona, aunque ambos inventos son descritos en su totalidad por él en su Versuch einer Erklarung der Electricitat (Erfurt 1745). Benjamin Franklin, a quien generalmente se le atribuye el último invento, simplemente adoptó las "campanillas alemanas" (descritas por Watson en su famosa Secuela, 1746) para servir como un anunciador eléctrico en relación con su pararrayos experimental de 1752. El "remolino" era un motor de reacción electrostática, el más antiguo de su tipo; mientras que el segundo deriva su importancia teórica como la primera instancia de la aplicación de lo que se denominó convección eléctrica.
Gordon murió en 1751 en Erfurt, Sajonia .